# Theodor Heuss
Theodor Heuss (31. ledna 1884, Branckenheim – 12. prosince 1963 Stuttgart) byl německý politik a první prezident Spolkové republiky Německo po 2. světové válce. Úřad zastával od 12. září 1949 do 12. září 1959.

## Život
Bezprostředně po druhé světové válce byl ministrem kultury spolkové země Bádensko-Württembersko. V letech 1946 a 1947 vyučoval historii na Technische Hochschule Stuttgart. Podílel se na založení Demokratische Volkspartei (Demokratická strana lidová), jež je nyní součástí FDP. Za Demokratische Volkspartei byl v letech 1946 až 1949 členem bádensko-württemberského zemského parlamentu.
V roce 1948 byl jmenován čestným profesorem na Technische Hochschule Stuttgart. Dne 12. prosince 1948 byl zvolen do čela západoněmecké a berlínské sekce nově založené Freie Demokratische Partei (FDP, Svobodná demokratická strana). V roce 1948 byl členem Parlamentarischer Rat (Parlamentní rada) a měl značný vliv na utváření ústavy Spolkové republiky Německo.
Ve své době byl tak uznáván, že po ukončení druhého mandátu spolkového prezidenta, kdy už nemohl být podle platného „základního zákona“ Spolkové republiky Německo zvolen potřetí, mu němečtí politici nabízeli, že základní zákon změní, aby mohl úřad zastávat nadále, to však Theodor Heuss odmítl.

## Vyznamenání
- velkokříž speciální třídy Záslužného řádu Spolkové republiky Německo – Německo, 1952
- velkokříž s řetězem Řádu zásluh o Italskou republiku – Itálie, 31. prosince 1953[2]
- velkokříž s řetězem Řádu islandského sokola – Island, 1955
- velkohvězda Čestného odznaku Za zásluhy o Rakouskou republiku – Rakousko, 1956[3]
- rytíř Řádu zlaté ostruhy – Vatikán, 1957[4]